# La justicia tiene doce años
La justicia tiene doce años es una película mexicana de 1973 del género de comedia negra, fue dirigida por Julián Pastor y significó su debut como director cinematográfico.

## Argumento
Gracia es una poco comunicativa pero inteligentísima niña huérfana de doce años de edad quien estudia en un colegio de monjas de Ciudad de México hasta que, con las vacaciones escolares, es llevada por Vicente Maldonado y su esposa Guillermina a casa de Don Ebúrneo, el millonario amigo de la pareja y padrino de Gracia que vive en un chalet a las afueras de Avándaro junto con Hernán, su cuarentón y holgazán sobrino, y Marina, la sirvienta de ambos, quien mantiene una relación clandestina con Hernán.
Sin embargo, apenas llega a la casa, Gracia comienza a percatarse de que los habitantes de la misma no son precisamente el dechado de virtudes que los Maldonado le han hecho creer durante el trayecto ya que, aparte de enterarse de que Vicente se ha involucrado en un tiroteo con la policía local para evitar que lo detuvieran por exceso de velocidad, causar destrozos en el pueblo con el automóvil y atropellar a un agente de tránsito, observa cómo éste le gana una fuerte cantidad de dinero a su padrino en una fraudulenta partida de Poker. Además, la niña descubre que su primo Hernán quiere propasarse con ella y que Guillermina empieza a engañar a su marido con Don Ebúrneo, por lo que Gracia terminará dándoles a todos una lección aunque, para ello, tenga que recurrir a métodos nada ortodoxos.

## Elenco
- Joaquín Cordero ... Vicente Maldonado
- Irán Eory ... Guillermina
- Jorge Mistral ... Ebúrneo Orellana
- Sergio Guzik ... Hernán
- Fanny Sierra ... Gracia
- Nadia Milton ... Marina
- María Teresa Jasso ... Vendedora ambulante
- Gustavo del Castillo ... Policía
- Fabio Ramírez ... Policía
- José Estrada ... Mesero
- Juan Garza ... Lanchero
- Guillermo García ... Lanchero
- Fernando Pinkus ... Agente de Policía
- Luis Pérez Cervantes ... Agente de Policía
- Rodrigo Puebla ... Hombre encarcelado
- The Mill Street Depo
- Francisco Rojo ... Hombre del oeste (no aparece en los créditos)
- Juan Peláez ... Hombre que baila (no aparece en los créditos)
- María Antonieta de las Nieves ... Voz de Gracia (no aparece en los créditos)